# Opisthoncus polyphemus
Espèce
Synonymes
- Attus polyphemus L. Koch, 1867

Opisthoncus polyphemus est une espèce d'araignées aranéomorphes de la famille des Salticidae.

## Distribution
Cette espèce se rencontre en Australie en Nouvelle-Galles du Sud et au Queensland et en Nouvelle-Guinée.

## Description

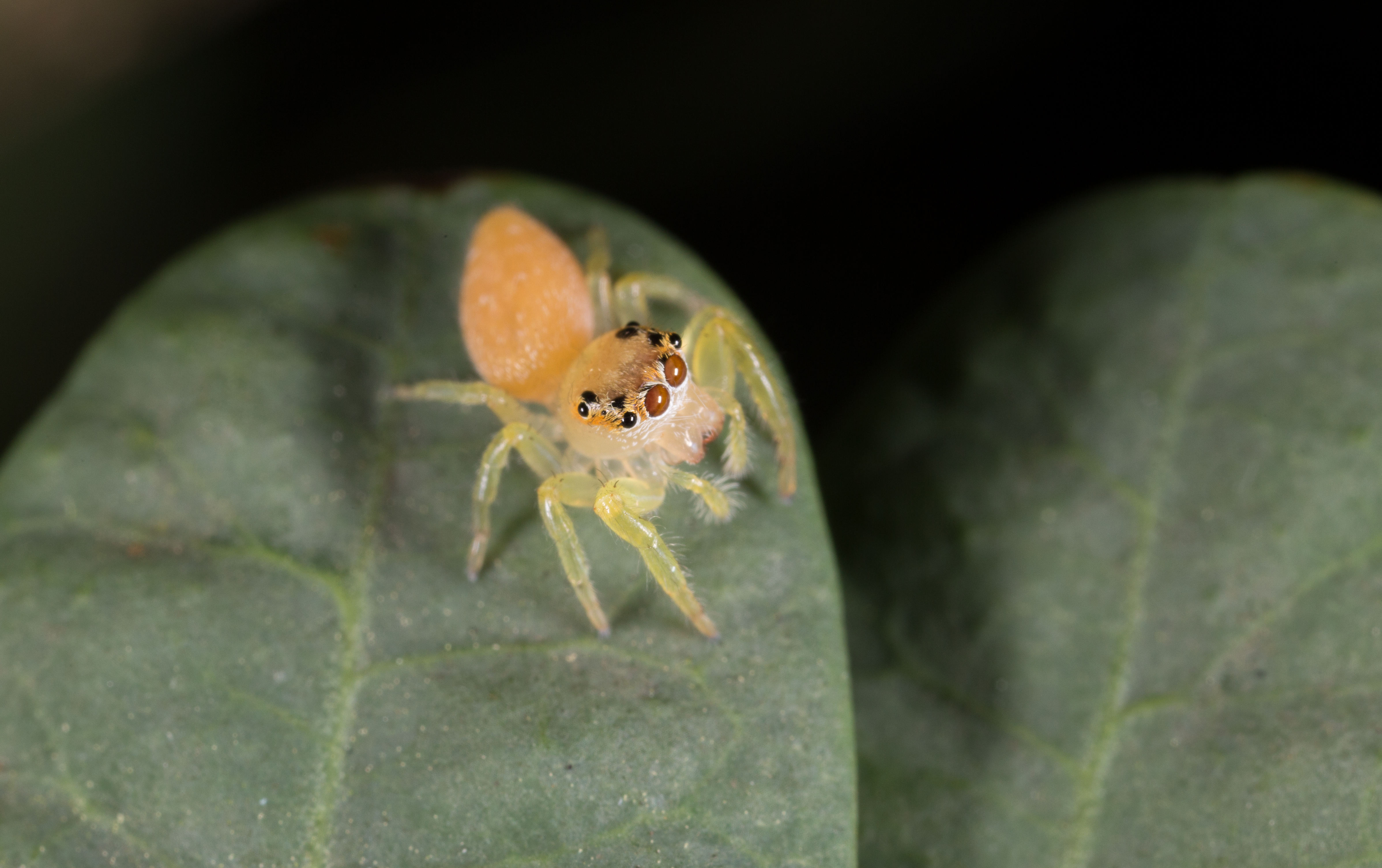
Opisthoncus polyphemus

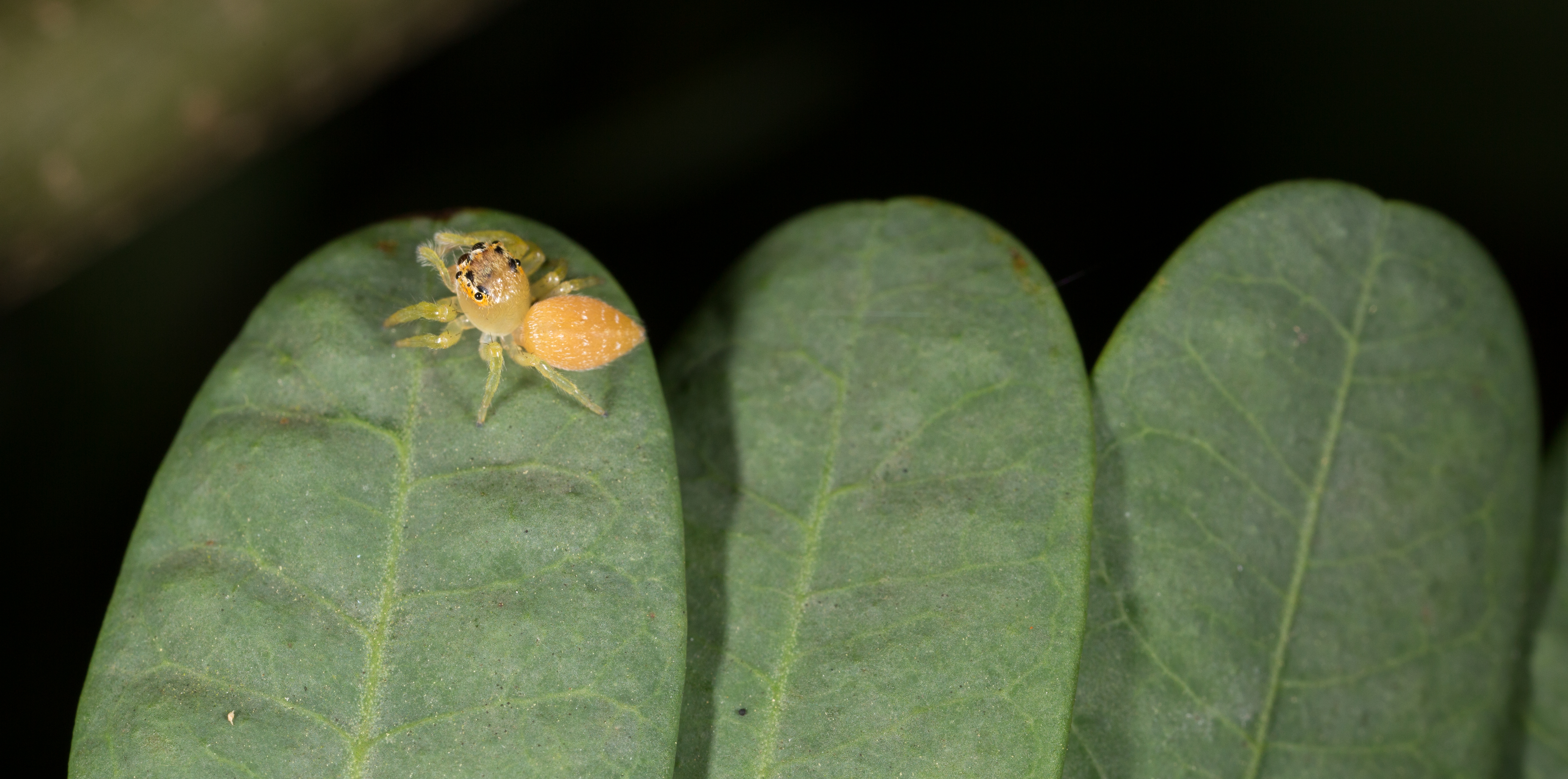
Opisthoncus polyphemus

La carapace de la femelle décrite par Gardzińska et Żabka en 2013 mesure 2,48 mm de long sur 2,28 mm et l'abdomen 3,88 mm de long sur 2,12 mm.

## Publication originale
- L. Koch, 1867 : Beschreibungen neuer Arachniden und Myriapoden. II. Verhandlungen der Kaiserlich-Königlichen Zoologisch-Botanischen Gesellschaft in Wien, vol. 17, p. 173-250 (texte intégral).